# Munna fernaldi
Munna fernaldi là một loài chân đều trong họ Munnidae. Loài này được George & Stromberg miêu tả khoa học năm 1968.